# San Barbato Lamie
San Barbato Lamie è una frazione del Comune di Villa Castelli da cui dista 4 km, confina a ovest con la frazione di Pezza delle Monache Centrale a soli 500 metri e a Sud con Grottaglie.

## I rioni
La piccola frazione comprende al suo interno 3 rioni:
- Contrada San Barbato
- Contrada Lamie
- Contrada Eredità

## Storia
Il nome della frazione deriva dal Vescovo san Barbato del 664 d.C. che a Benevento, convertì i longobardi al cattolicesimo. Territorio della diocesi di Oria e bosco della fortificazione di Li castelli sin dal 1600, nell'Ottocento viene progressivamente abitata da coloni grottagliesi che vi costruiranno trulli di tipo salentino.
L'economia gravita attorno alle masserie fortificate e a gruppi di trulli delle famiglie contadine. nel 1925 con l'autonomia del comune di Villa Castelli assorbe la contrada Eredità precedentemente territorio di Grottaglie.

## Economia
Di particolare importanza per il collegamento con la Strada statale 7 Via Appia. Presenta coltivazione di olivi e viti, ospita numerose ville di campagna e un importante agriturismo.

## Dialetti
Nella frazione sono presenti sia il dialetto della Valle d'Itria che quello del Salento